# Chris Johnson (football américain)
Pour les articles homonymes, voir Chris Johnson.
(en) Statistiques sur pro-football-reference
Christopher Duan Johnson, né le 23 septembre 1985 à Orlando (Floride), est un joueur américain de football américain ayant évolué au poste de running back. 
Il a joué dix saisons dans la National Football League (NFL) pour les Titans du Tennessee (2008 à 2013), les Jets de New York (2014) et les Cardinals de l'Arizona (2015 à 2017).

## Biographie

### Carrière universitaire
Étudiant à l'université de l'Est de la Caroline, il a joué pour les Pirates d'East Carolina de 2004 à 2007.

### Carrière professionnelle
Il est sélectionné à la 24e place, au premier tour, par les Titans du Tennessee lors de la draft 2008 de la NFL, après avoir enregistré un temps record au sprint de 40 verges (yards en Europe) (4.24sec) lors du NFL Combine. Le 26 juillet, il signe un contrat de cinq ans pour 12 millions de dollars, dont 7 millions de dollars en montant garanti. Il est rapidement fait titulaire au cours de la saison et son rendement offensif fait qu'il est sélectionné au Pro Bowl pour cette saison. Il est le seul débutant de cette édition.
Pour la saison 2009, Johnson passe la barre des 2 000 yards à la course et totalise, additionné à la réception, un total de 2 509 yards gagnés. Il remporte à l'issue de la saison le prix du joueur offensif de l'année dans la NFL.
Il signe en 2014 aux Jets de New York.
En 2015, il intègre l'équipe des Cardinals de l'Arizona.
Il annonce sa retraite le 5 novembre 2018. Le 24 avril 2019, il signe un contrat d'un jour avec les Titans afin qu'il puisse prendre sa retraite comme membre de l'équipe.

## Statistiques
| Année              | Équipe                 | MJ                 |       | Courses | Courses | Courses | Courses |       | Passes réceptionnées | Passes réceptionnées | Passes réceptionnées | Passes réceptionnées |  | Fumbles | Fumbles |
| Année              | Équipe                 | MJ                 | Nb.   | Yards   | Moy.    | TD      | Nb.     | Yards | Moy.                 | TD                   | Nb.                  | Perdus               |  |         |         |
| 2008               | Titans du Tennessee    | 15                 | 251   | 1 228   | 4,9     | 9       | 43      | 260   | 6                    | 1                    | 1                    | 1                    |  |         |         |
| 2009               | Titans du Tennessee    | 16                 | 358   | 2 006   | 5,6     | 14      | 50      | 503   | 10,1                 | 2                    | 3                    | 3                    |  |         |         |
| 2010               | Titans du Tennessee    | 16                 | 316   | 1 364   | 4,3     | 11      | 44      | 245   | 5,6                  | 1                    | 3                    | 2                    |  |         |         |
| 2011               | Titans du Tennessee    | 16                 | 262   | 1 047   | 4       | 4       | 57      | 418   | 7,3                  | 0                    | 3                    | 1                    |  |         |         |
| 2012               | Titans du Tennessee    | 16                 | 276   | 1 243   | 4,5     | 6       | 34      | 219   | 6,4                  | 0                    | 5                    | 4                    |  |         |         |
| 2013               | Titans du Tennessee    | 16                 | 279   | 1 077   | 3,9     | 6       | 42      | 345   | 8,2                  | 4                    | 3                    | 2                    |  |         |         |
| 2014               | Jets de New York       | 16                 | 155   | 663     | 4,3     | 1       | 24      | 151   | 6,3                  | 1                    | 0                    | 0                    |  |         |         |
| 2015               | Cardinals de l'Arizona | 11                 | 196   | 814     | 4,2     | 3       | 6       | 58    | 9,7                  | 0                    | 2                    | 2                    |  |         |         |
| 2016               | Cardinals de l'Arizona | 4                  | 25    | 95      | 3,8     | 1       | -       | -     | -                    | -                    | 0                    | 0                    |  |         |         |
| 2017               | Cardinals de l'Arizona | 4                  | 45    | 114     | 2,5     | 0       | 5       | 43    | 8,6                  | 0                    | 0                    | 0                    |  |         |         |
| Totaux en carrière | Totaux en carrière     | Totaux en carrière | 2 163 | 9 651   | 4,5     | 55      | 307     | 2 255 | 7,3                  | 9                    | 21                   | 16                   |  |         |         |